# Saint-Pierre-la-Garenne
Pour les articles homonymes, voir Saint-Pierre et la Garenne (homonymie).
Saint-Pierre-la-Garenne est une commune française située dans le département de l'Eure, en région Normandie.

## Géographie

### Localisation

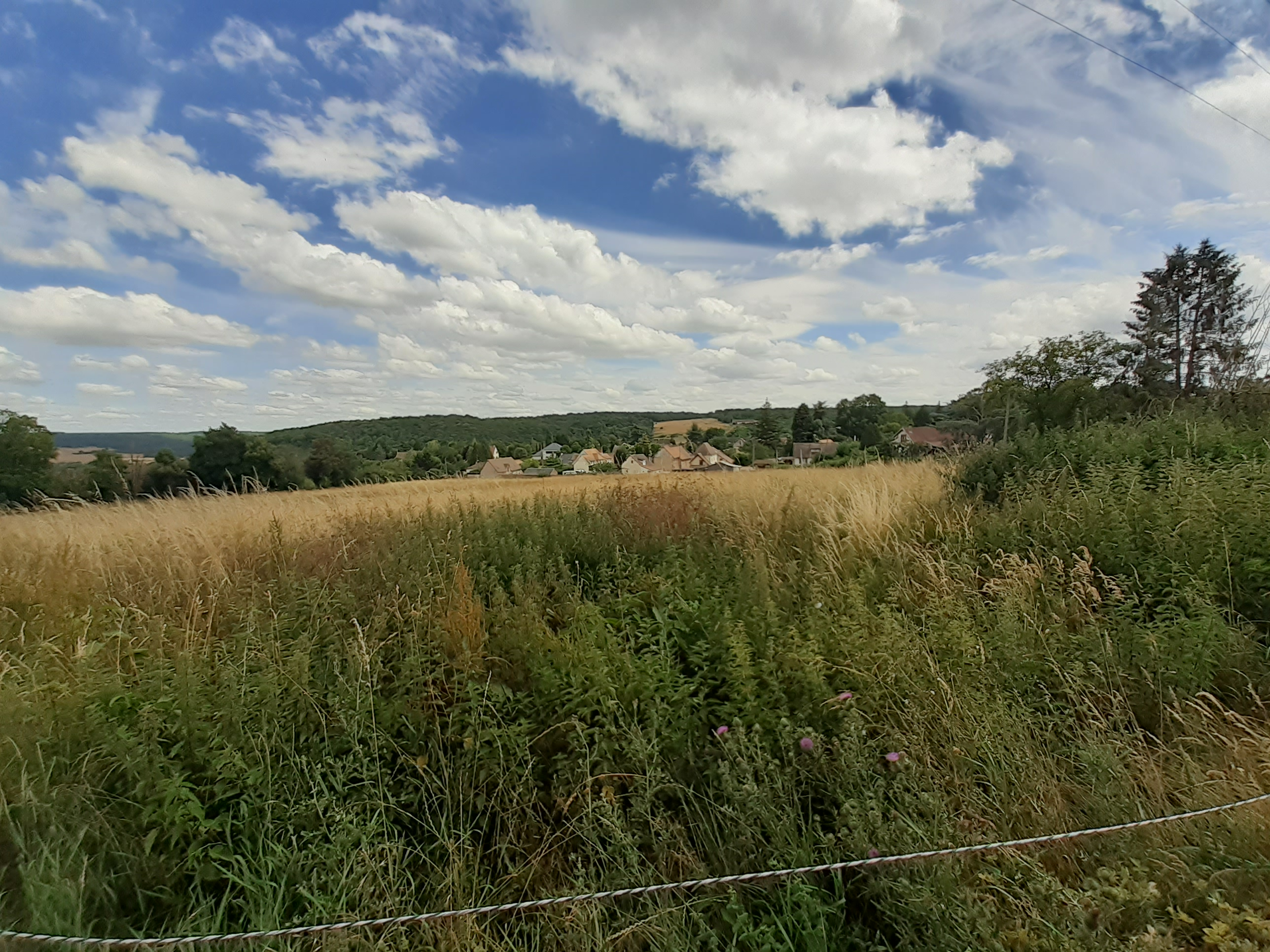
Paysage de la commune.

Saint-Pierre-la-Garenne, limitrophe de Gaillon, est située dans la vallée de la Seine, à 8 km à vol d'oiseau au nord-ouest de Vernon, 22 km au nord-est  d'Évreux, 19 km au sud-est de Val-de-Reuil, 11 km au sud des Andelys.

### Communes limitrophes
Les communes limitrophes sont  Gaillon, La Chapelle-Longueville, Notre-Dame-de-l'Isle, Port-Mort, Saint-Aubin-sur-Gaillon et Saint-Pierre-de-Bailleul.

### Hydrographie
La commune est située dans le bassin Seine-Normandie. Elle est drainée par la Seine, le ruisseau de Saint-Ouen, la dérivation de Notre Dame de la Garenne et un autre petit cours d'eau,.
La Seine constitue pour partie la limite nord-est de la commune. Elle prend sa source à Source-Seine, en Côte-d'Or, sur le plateau de Langres, traverse le département avec de larges méandres dans sa partie nord-est et se jette dans la Manche entre Le Havre et Honfleur. 
L'écluse Notre-Dame-de-la-Garenne sur la Seine se trouve en partie sur la commune et à Port-Mort.
L'île Besac est partagée entre Port-Mort et Saint-Pierre-la-Garenne.
Le ruisseau de Saint-Ouen marque la délimitation, au Goulet, de Saint-Pierre-la-Garenne et de La Chapelle-Longueville.

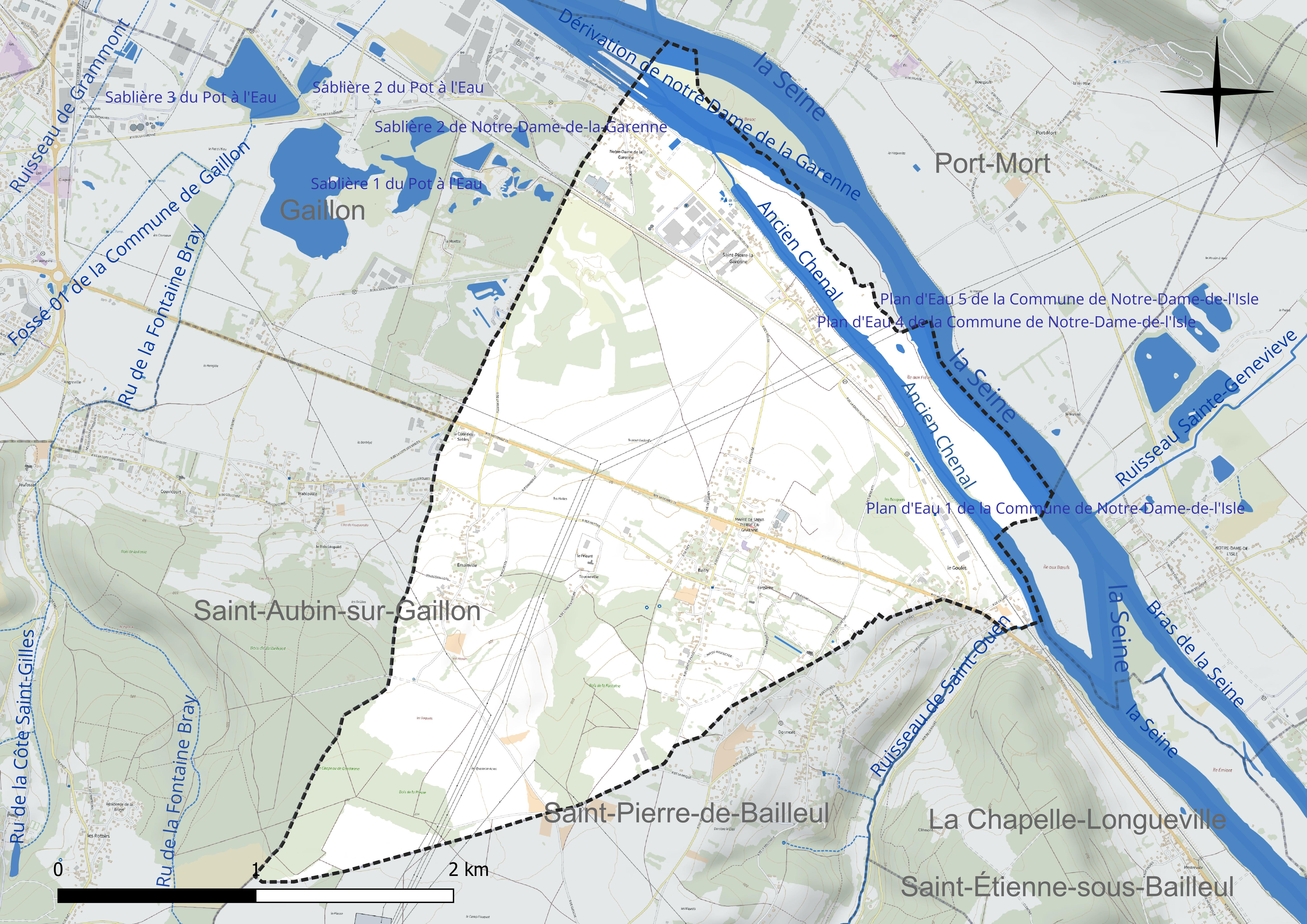
Réseau hydrographique de Saint-Pierre-la-Garenne.

L'écluse
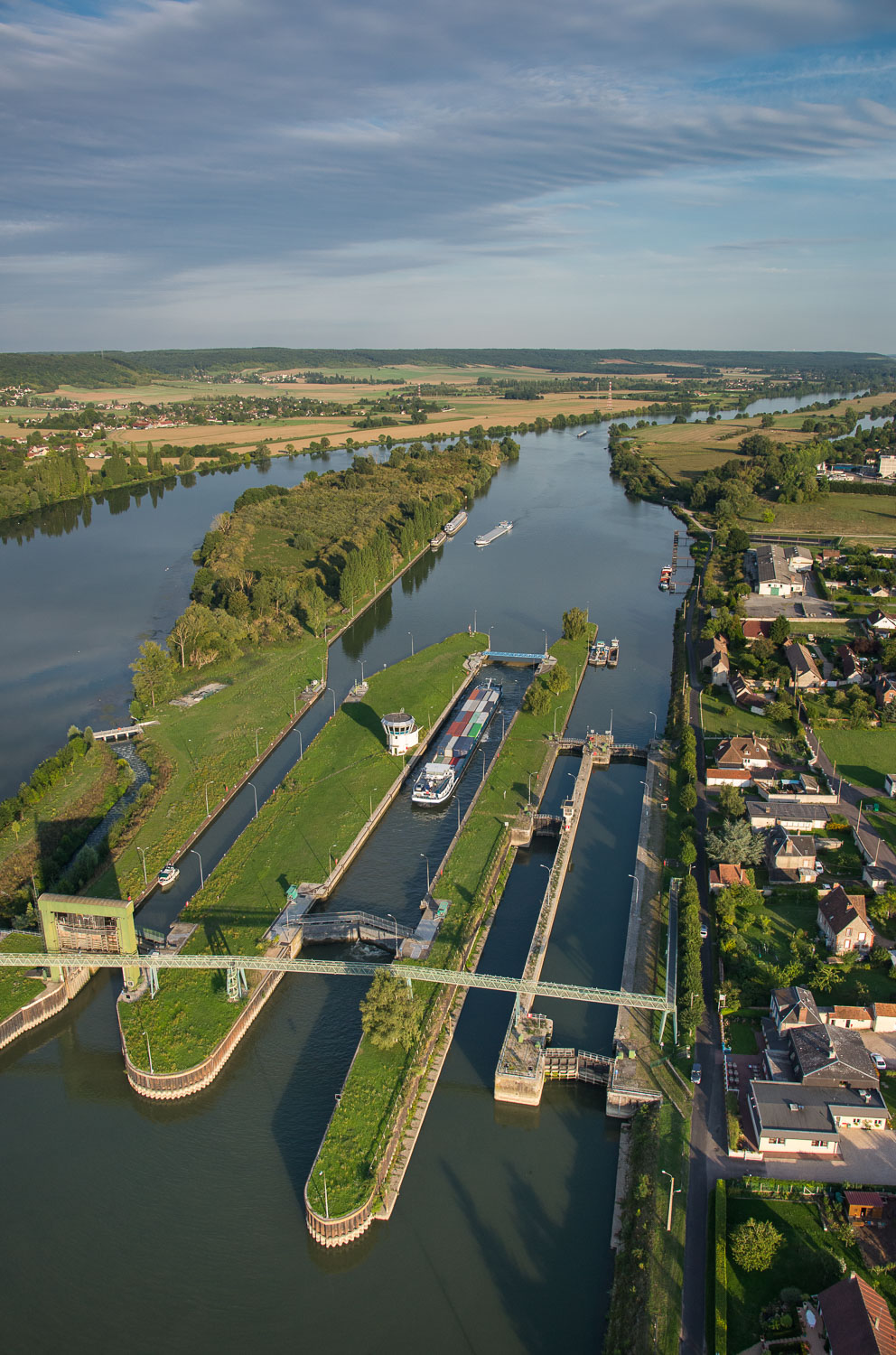
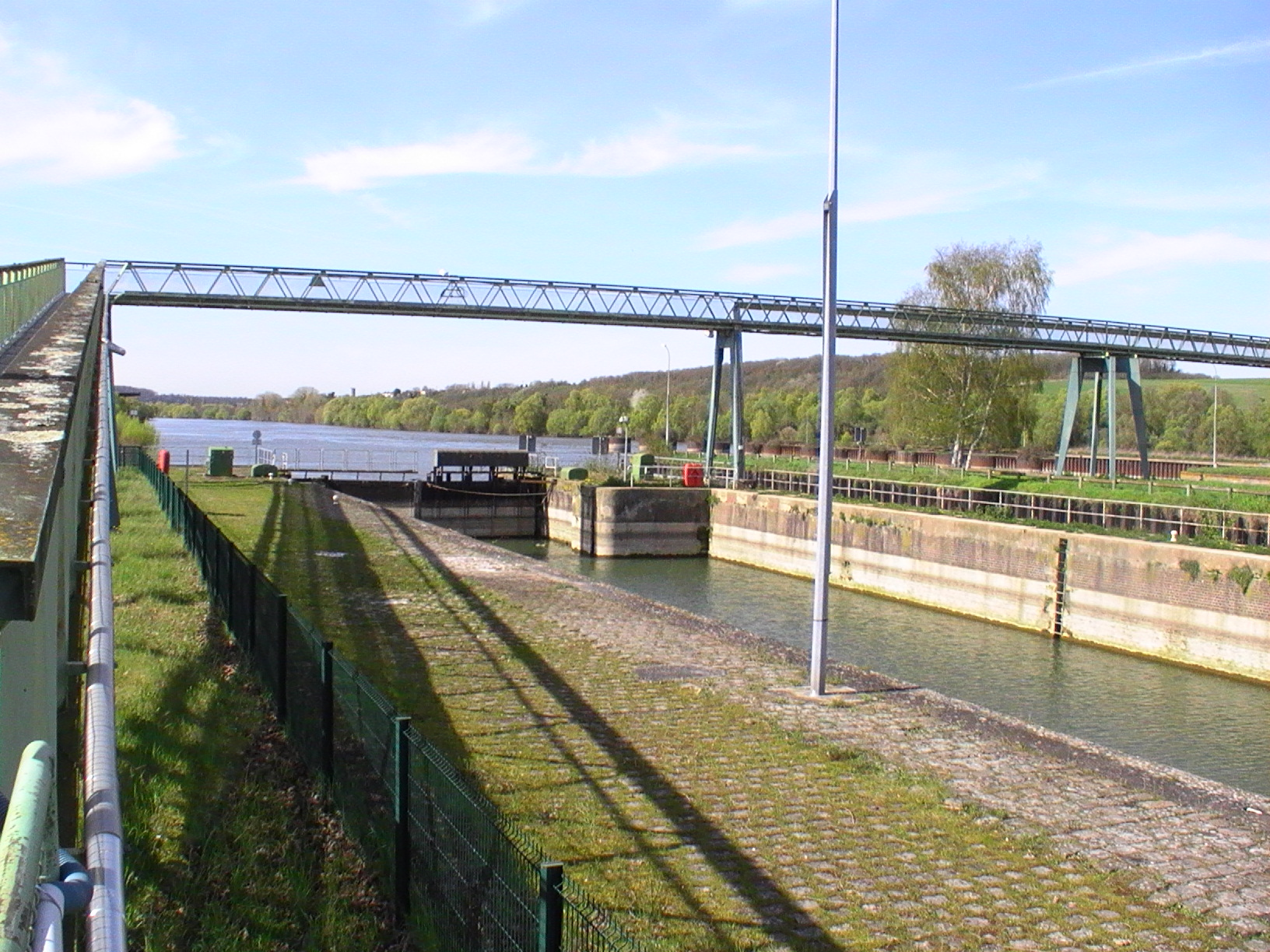

### Climat
Pour des articles plus généraux, voir Climat de la Normandie et Climat de l'Eure.
En 2010, le climat de la commune est de type climat océanique dégradé des plaines du Centre et du Nord, selon une étude du CNRS s'appuyant sur une série de données couvrant la période 1971-2000. En 2020, Météo-France publie une typologie des climats de la France métropolitaine dans laquelle la commune est exposée à un climat océanique et est dans une zone de transition entre les régions climatiques « Sud-ouest du bassin Parisien » et « Côtes de la Manche orientale ». Parallèlement le GIEC normand, un groupe régional d’experts sur le climat, différencie quant à lui, dans une étude de 2020, trois grands types de climats pour la région Normandie, nuancés à une échelle plus fine par les facteurs géographiques locaux. La commune est, selon ce zonage, exposée à un « climat des plateaux abrités », correspondant aux plaines agricoles de l’Eure, avec une pluviométrie beaucoup plus faible que dans la plaine de Caen en raison du double effet d’abri provoqué par les collines du Bocage normand et par celles qui s’étendent sur un axe du Pays d'Auge au Perche.
Pour la période 1971-2000, la température annuelle moyenne est de 10,9 °C, avec  une amplitude thermique annuelle de 14,7 °C. Le cumul annuel moyen de précipitations est de 677 mm, avec 11 jours de précipitations en janvier et 7,7 jours en juillet. Pour la période 1991-2020, la température moyenne annuelle observée sur la station météorologique la plus proche, située sur la commune de Muids à 11 km à vol d'oiseau, est de 12,0 °C et le cumul annuel moyen de précipitations est de 609,1 mm,. Pour l'avenir, les paramètres climatiques de la commune estimés pour 2050 selon différents scénarios d’émission de gaz à effet de serre sont consultables sur un site dédié publié par Météo-France en novembre 2022.

## Urbanisme

### Typologie
Au 1er janvier 2024, Saint-Pierre-la-Garenne est catégorisée commune rurale à habitat dispersé, selon la nouvelle grille communale de densité à 7 niveaux définie par l'Insee en 2022.
Elle est située hors unité urbaine. Par ailleurs la commune fait partie de l'aire d'attraction de Paris, dont elle est une commune de la couronne,.

### Occupation des sols

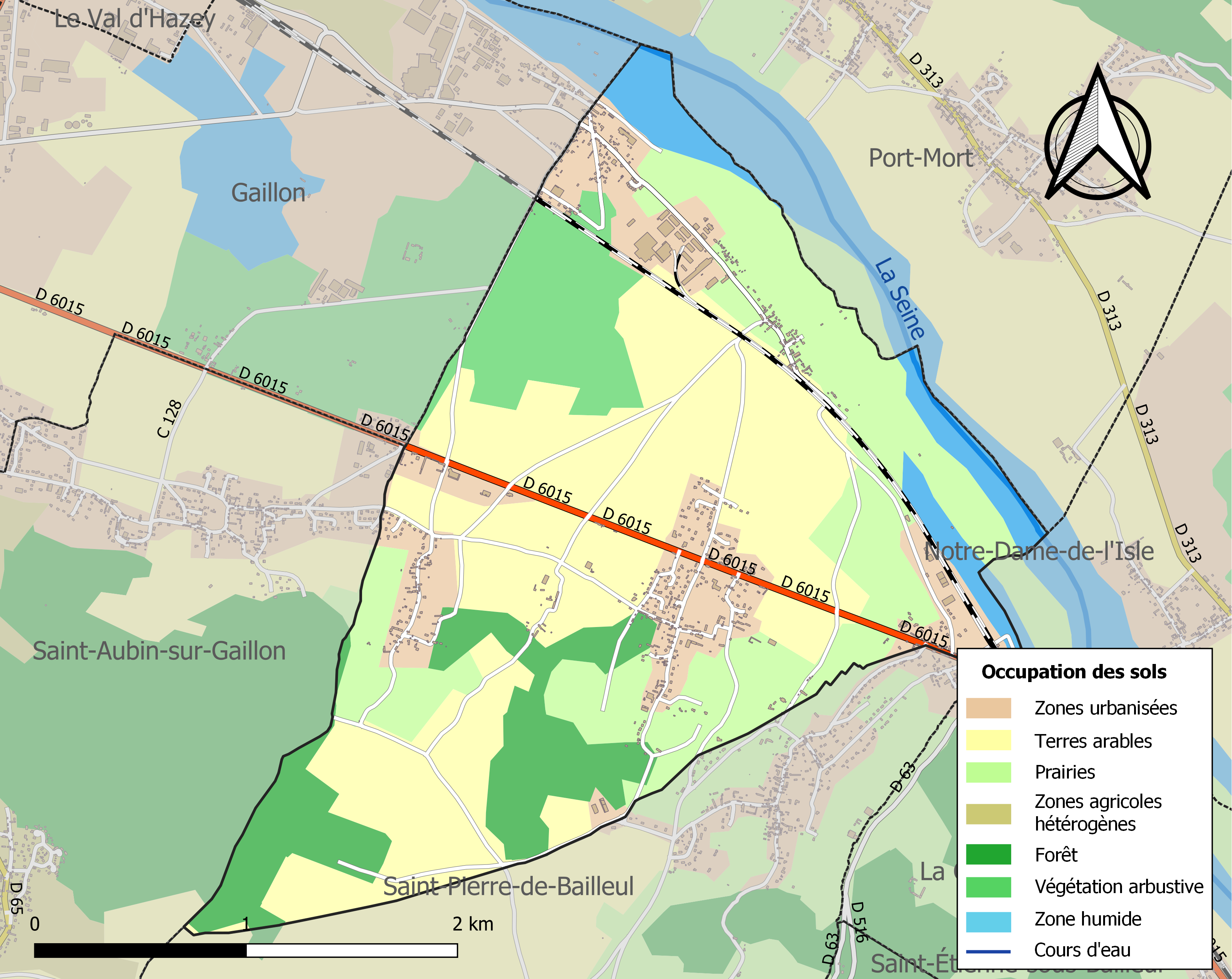
Carte des infrastructures et de l'occupation des sols de la commune en 2018 (CLC).

L'occupation des sols de la commune, telle qu'elle ressort de la base de données européenne d’occupation biophysique des sols Corine Land Cover (CLC), est marquée par l'importance des territoires agricoles (61,5 % en 2018), en diminution par rapport à 1990 (74,3 %). La répartition détaillée en 2018 est la suivante : 
terres arables (37,9 %), prairies (23,6 %), zones urbanisées (10,8 %), forêts (10,6 %), milieux à végétation arbustive et/ou herbacée (7,8 %), eaux continentales (5,1 %), zones industrielles ou commerciales et réseaux de communication (4,2 %). L'évolution de l’occupation des sols de la commune et de ses infrastructures peut être observée sur les différentes représentations cartographiques du territoire : la carte de Cassini (XVIIIe siècle), la carte d'état-major (1820-1866) et les cartes ou photos aériennes de l'IGN pour la période actuelle (1950 à aujourd'hui).

### Lieux-dits, hameaux et écarts
La commune compte deux hameaux sur la Seine :Le Goulet, partagé avec Saint-Pierre-d'Autils et Saint-Pierre-de-Bailleul, et  Notre-Dame de la Garenne, où se trouve une partie de l'écluse Notre-Dame-de-la-Garenne.
Bailly est le chef-lieu. Plus au sud se trouve Émainville.

### Habitat et logement
En 2013 et 2018, le nombre total de logements dans la commune était de 408, alors qu'il était de 388 en 2008.
Parmi ces logements, 90,7 % étaient des résidences principales, 4,2 % des résidences secondaires et 5,2 % des logements vacants. Ces logements étaient pour 95,8 % d'entre eux des maisons individuelles et pour 3,9 % des appartements.
Le tableau ci-dessous présente la typologie des logements à Saint-Pierre-la-Garenne en 2018 en comparaison avec celle de l'Eure et de la France entière. Une caractéristique marquante du parc de logements est ainsi une proportion de résidences secondaires et logements occasionnels (4,2 %) inférieure à celle du département (6,3 %) mais supérieure à celle de la France entière (9,7 %). Concernant le statut d'occupation de ces logements, 87,3 % des habitants de la commune sont propriétaires de leur logement (86,9 % en 2013), contre 65,3 % pour l'Eure et 57,5 % pour la France entière.
| Typologie                                               | Saint-Pierre-la-Garenne | Eure | France entière |
| ------------------------------------------------------- | ----------------------- | ---- | -------------- |
| Résidences principales (en %)                           | 90,7                    | 85,4 | 82,1           |
| Résidences secondaires et logements occasionnels (en %) | 4,2                     | 6,3  | 9,7            |
| Logements vacants (en %)                                | 5,2                     | 8,3  | 8,2            |

### Voies de communication et transports

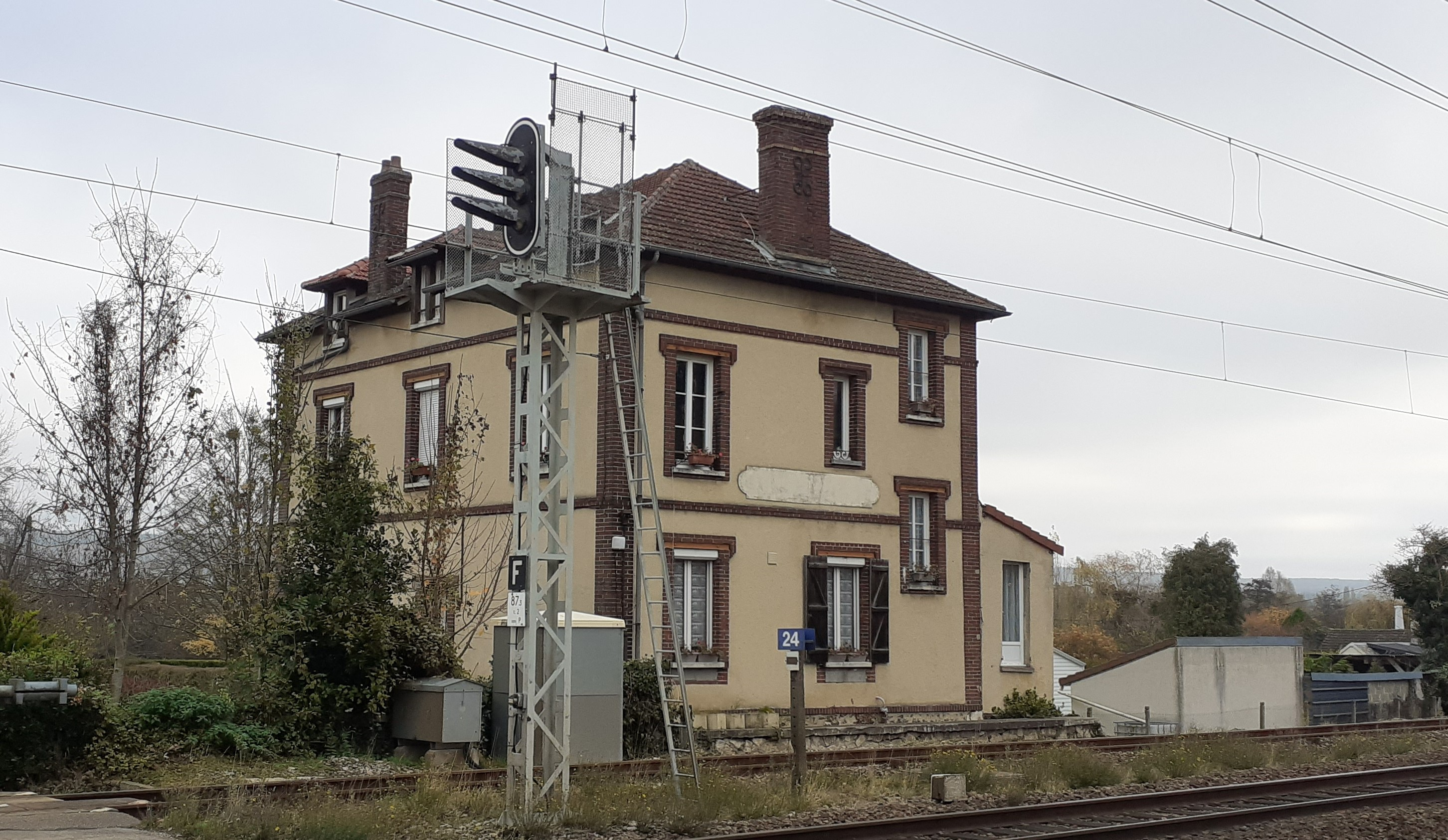
La ligne de Paris-Saint-Lazare au Havre à Saint-Pierre-la-Garenne.

La commune est desservie par l'ancienne route nationale 15 (actuelle RD  6015) sur l'axe Vernon - Gaillon.
Une liaison piétonnière et cyclable au niveau de l'écluse Notre-Dame-de-la-Garenne a vocation à rouvrir dans le courant de l'année 2017[Passage à actualiser].
La commune est traversée par la ligne ferroviaire de Paris à Rouen. La station de chemin de fer la plus proche est la Gare de Gaillon - Aubevoye, desservie par des trains du réseau  TER Normandie de la relation Rouen-Rive-Droite – Val-de-Reuil – Vernon - Giverny – Mantes-la-Jolie –  Paris-Saint-Lazare

## Toponymie
Le nom de la localité est attesté sous la forme Sancti Petri vers 1024, Sanctus Petrus de Garenna en 1255, Sanctus Petrus de Garanna en 1265 (titres de Saint-Ouen).
Saint-Pierre est un hagiotoponyme faisant référence à l'église Saint Pierre dédiée à Pierre (apôtre). Une garenne est un espace boisé ou herbeux où vivent des lapins sauvages.
Le hameau d’Émainville (à ne pas confondre avec Émanville, commune de l'Eure) est attesté dès l'époque ducale, vers 1024, sous la forme Smit villa,. Il s'agit d'une formation toponymique en -ville au sens ancien de « domaine rural », précédé d'un anthroponyme selon le cas général,. On identifie généralement le nom de personne scandinave Smidr orthographié diversement selon les auteurs, (comprendre vieux norrois Smiðr ou vieux danois Smith « forgeron, artisan », identique à l'anglais Smith), surnom disparu de Normandie au profit de son équivalent en langue d'oïl Lefebvre / Lefèvre. On le rencontre également dans Émiéville (Calvados, Esmitvilla 1129 - 1131),.
Remarques : Émainville est située à la limite de l'aire de diffusion de la toponymie anglo-scandinave au sud-est de la Normandie. L'évolution phonétique Smit- > Émain- s'explique par le phénomène régulier d'épenthèse dans certaines langues romanes : s- (+ consonne) > es-, puis évolution caractéristique de la langue d’oïl es- > é- (contrairement à l'occitan et à l'espagnol qui conservent es-) et en ce qui concerne la syllabe -main- : évolution de -mit- > -mi- par amuïssement régulier de -t- devant consonne et enfin nasalisation de -mi- en -min-, noté -main-.

## Histoire

### Moyen Âge
C'est près du Goulet que Jean sans Terre, revenu d'Angleterre, rencontra Philippe Auguste et parviendront le 12 mai 1200 à la paix du Goulet.

### Époque contemporaine
La commune a été desservie par la gare du Goulet dès 1843, mais le bâtiment de la gare n'est construit qu'en 1905. Cette gare est désaffectée de longue date.

## Politique et administration

### Rattachements administratifs et électoraux

#### Rattachements administratifs
La commune se trouve dans l'arrondissement des Andelys du département de l'Eure.
Elle faisait partie de 1801 à 1985  du canton de Gaillon, année où elle intègre le canton de Gaillon-Campagne. Dans le cadre du redécoupage cantonal de 2014 en France, cette circonscription administrative territoriale a disparu, et le canton n'est plus qu'une circonscription électorale.

#### Rattachements électoraux
Pour les élections départementales, la commune fait partie depuis 2014 d'un nouveau canton de Gaillon, porté de 2 à 27 communes
Pour l'élection des députés, elle fait partie de la quatrième circonscription de l'Eure.

### Intercommunalité
Saint-Pierre-la-Garenne est membre fondateur de la communauté d'agglomération Seine-Eure (CASE), un établissement public de coopération intercommunale (EPCI) à fiscalité propre créé en 1997 initialement sous le statut de communauté de communes et auquel la commune a transféré un certain nombre de ses compétences, dans les conditions déterminées par le code général des collectivités territoriales.

### Liste des maires
| Période                                  | Période                   | Identité          | Étiquette | Qualité |
| ---------------------------------------- | ------------------------- | ----------------- | --------- | --- |
| Les données manquantes sont à compléter. |                           |                   |           | |
|                                          |                           |                   |           | |
| courant 1984                             |                           | Pierre Grosjean   |           | |
|                                          | mai 1987                  | Gaston Ruck       |           | Démissionnaire |
| mai 1987                                 | 2014                      | André Renault,    |           | Chef d'entreprise |
| mars 2014                                | En cours (au 6 juin 2023) | Liliane Bourgeois | SE-DVD    | Agricultrice puis responsable de magasin, Conseillère départementale de Gaillon (2021 → ) Réélue pour le mandat 2020-2026 |

## Démographie
L'évolution du nombre d'habitants est connue à travers les recensements de la population effectués dans la commune depuis 1793. Pour les communes de moins de 10 000 habitants, une enquête de recensement portant sur toute la population est réalisée tous les cinq ans, les populations de référence des années intermédiaires étant quant à elles estimées par interpolation ou extrapolation. Pour la commune, le premier recensement exhaustif entrant dans le cadre du nouveau dispositif a été réalisé en 2007.

En 2022, la commune comptait 923 habitants, en évolution de −0,32 % par rapport à 2016 (Eure : −0,25 %, France hors Mayotte : +2,11 %).
| 1793 | 1800 | 1806 | 1821 | 1831 | 1836 | 1841 | 1846 | 1851 |
| ---- | ---- | ---- | ---- | ---- | ---- | ---- | ---- | ---- |
| 390  | 430  | 462  | 449  | 460  | 501  | 469  | 503  | 495  |

| 1856 | 1861 | 1866 | 1872 | 1876 | 1881 | 1886 | 1891 | 1896 |
| ---- | ---- | ---- | ---- | ---- | ---- | ---- | ---- | ---- |
| 487  | 455  | 455  | 429  | 410  | 439  | 409  | 360  | 365  |

| 1901 | 1906 | 1911 | 1921 | 1926 | 1931 | 1936 | 1946 | 1954 |
| ---- | ---- | ---- | ---- | ---- | ---- | ---- | ---- | ---- |
| 330  | 347  | 400  | 419  | 421  | 461  | 420  | 501  | 565  |

| 1962 | 1968 | 1975 | 1982 | 1990 | 1999 | 2006 | 2007 | 2012 |
| ---- | ---- | ---- | ---- | ---- | ---- | ---- | ---- | ---- |
| 664  | 734  | 851  | 814  | 948  | 875  | 874  | 874  | 949  |

| 2017 | 2022 | - | - | - | - | - | - | - |
| ---- | ---- | - | - | - | - | - | - | - |
| 912  | 923  | - | - | - | - | - | - | - |

## Économie
L'entreprise Syngenta dispose d'un site de production rue du Fond-du-Val, où elle produit des produits phytosanitaires (herbicide, fongicide, insecticide, acaricide, protection des semences, etc.),.
L'usine est classée Seveso seuil haut (« à haut risque »).

## Culture locale et patrimoine

### Lieux et monuments
- Château de Fontenétain[33] du XVIIIe siècle
- Édifice fortifié[34] dans le bois du Val-Asselin : fouilles de deux buttes circulaires jumelles en 1919 menées par Alphonse-Georges Poulain et Henri Gadeau de Kerville[35]
- Église paroissiale Saint-Pierre[36]
- Manoir à Tourneville[37]
- Maison à Tourneville[38]
- Manoir à Émainville[39]
- Lavoir.

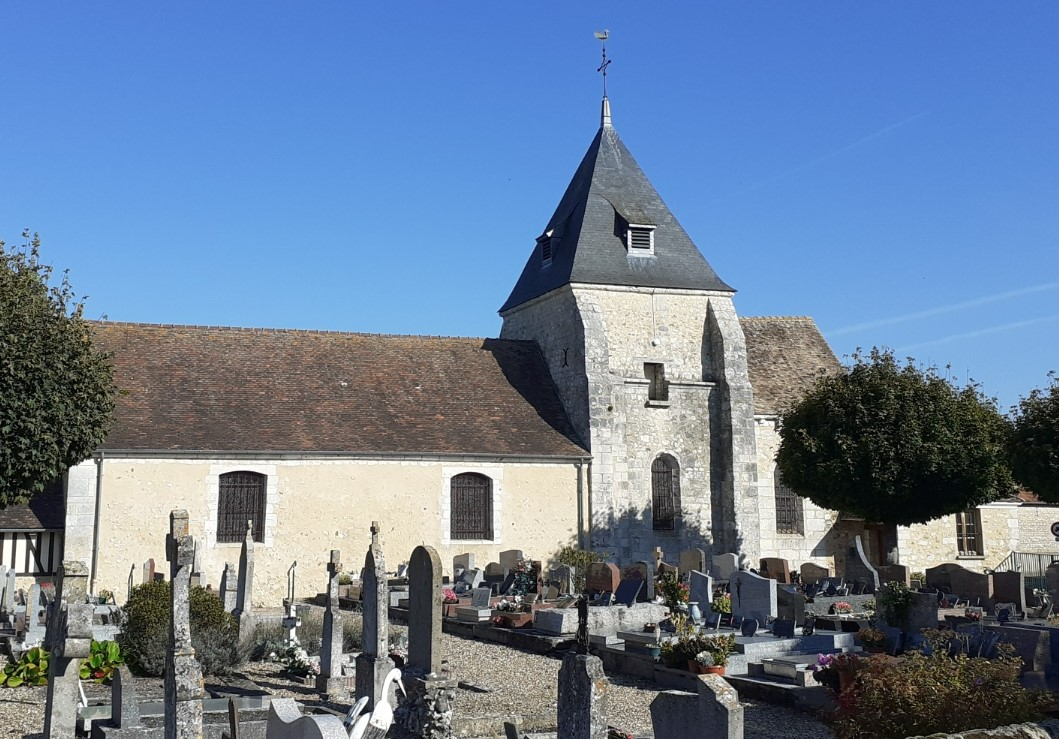
L'église Saint-Pierre.
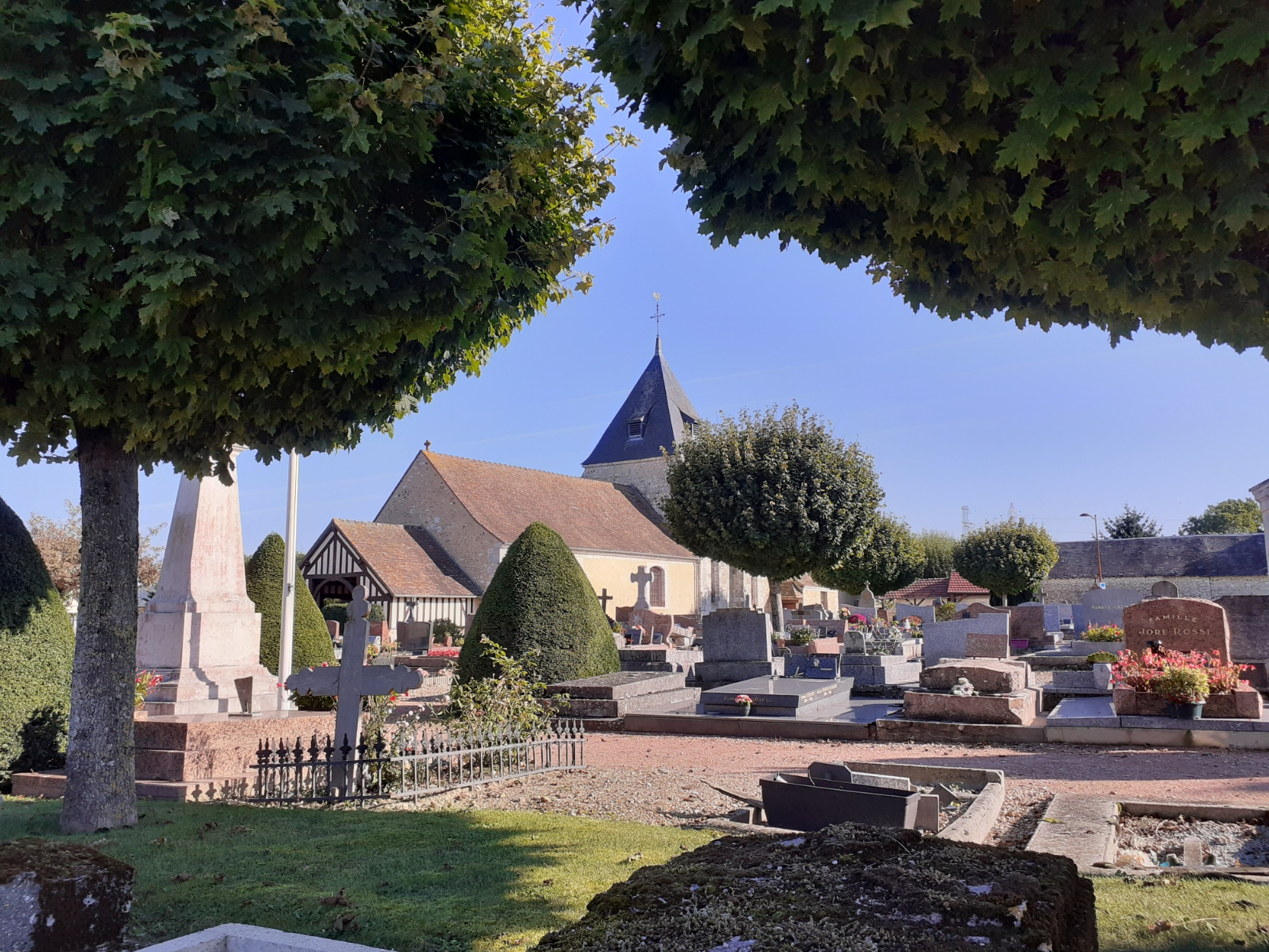
Le cimetière.
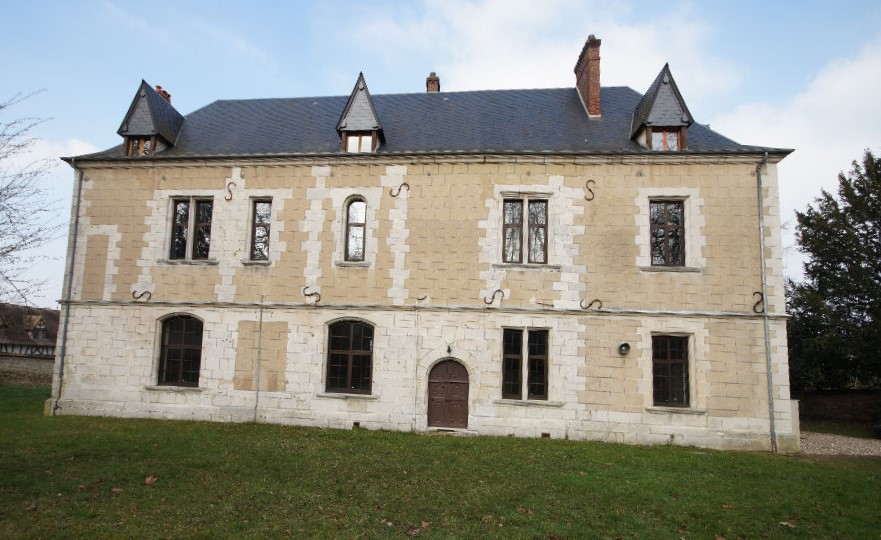
Le manoir de Dormont.
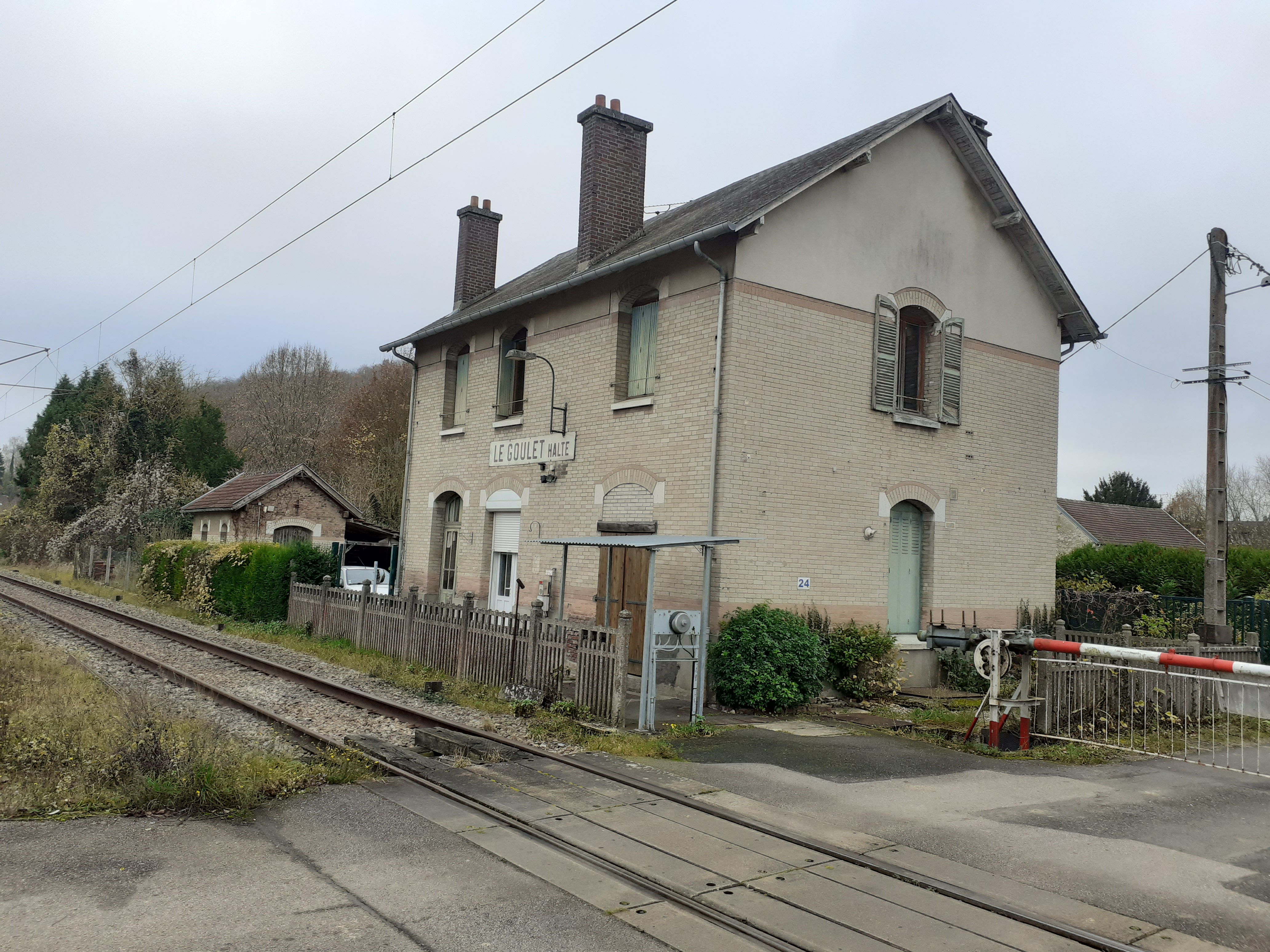
L'ancienne gare.
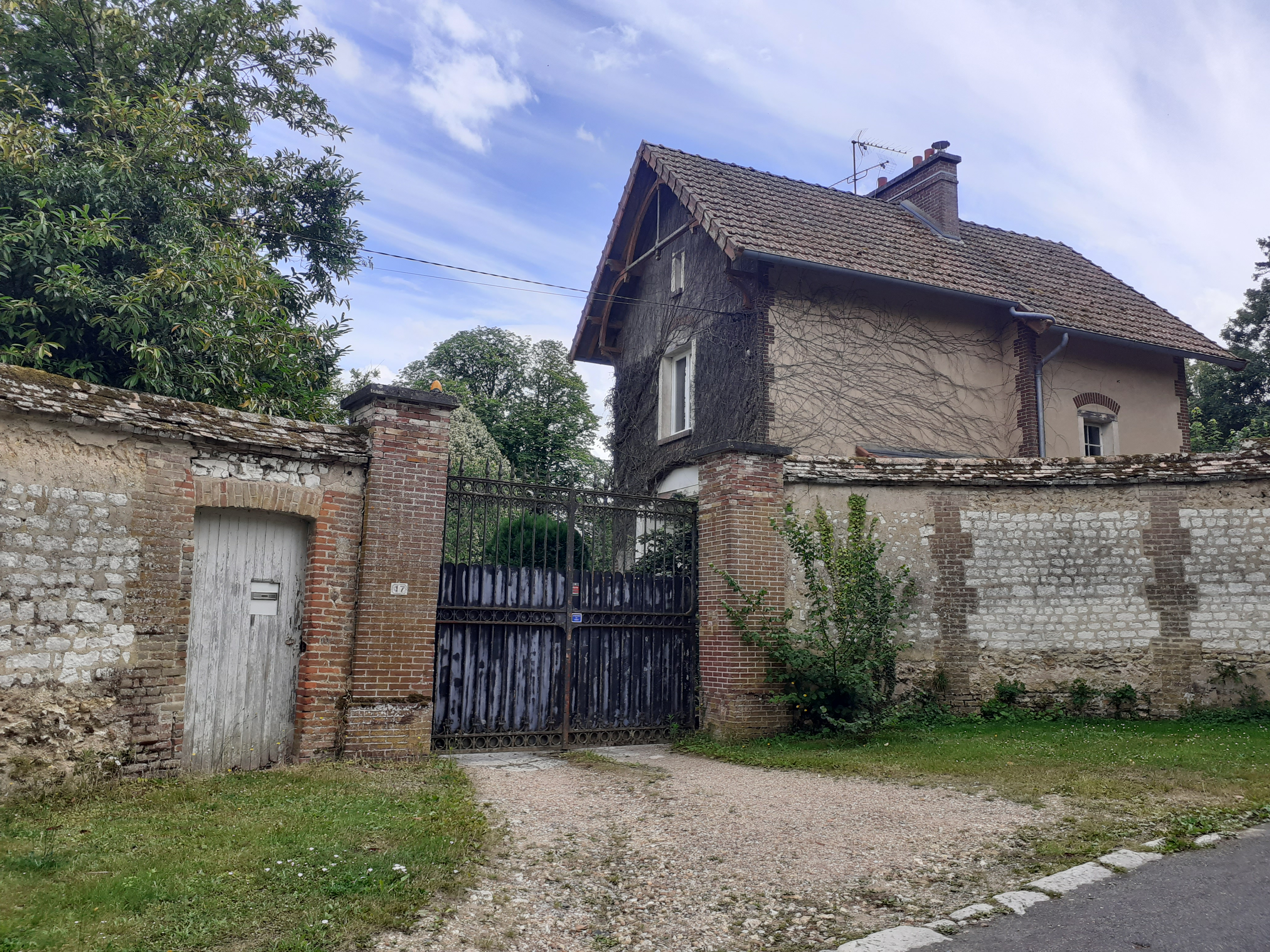
Habitation.

### Personnalités liées à la commune

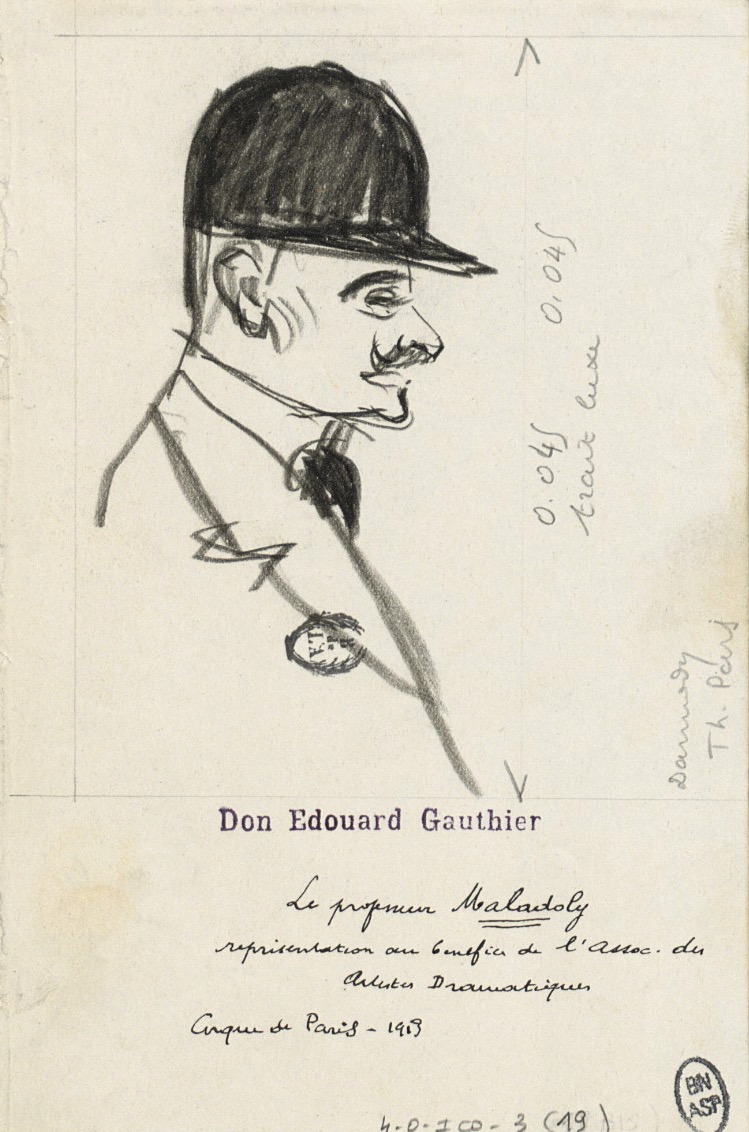
Paul-Charles Delaroche : Professeur Maladolli (entre 1811 et 1813).

- Jean-Louis Langlois (1805, Saint-Pierre-la-Garenne - 1855), avocat et homme politique, député de l'Eure en 1848.
- Albert Raphaël (10 juin 1871 - 12 janvier 1970 à Saint-Pierre-la-Garenne où il est enterré)[40] alias professeur Cincinnatus Maladolli, dresseur de chevaux, créateur du cirque caucasien installé dans sa ferme des Farguettes, où il régnait sur une petite communauté de palefreniers et hommes de piste chargés d’entretenir ses animaux exotiques tels que des lamas, cerfs, zèbres, zébus qu’il dressait pour son cirque personnel[41],[42]. François de Closets parle de lui[43].
L'Espace Malladoli porte son nom.

### Héraldique
| Blason de Saint-Pierre-la-Garenne | Blason  | D'argent à trois chevrons de gueules accompagnés de trois coquilles du même. |
| Blason de Saint-Pierre-la-Garenne | Détails | Adopté en 1998.                                                              |

## Pour approfondir